# Sven II van Denemarken
Sven Estridsen (ca. 1020 - Søderup (nabij Aabenraa), (28) april 1076, ook bekend als Sven II en Sven de jongere, was koning van Denemarken van 1047 tot 1076. Zijn naam wordt ook op andere manieren geschreven: zijn voornaam als Svend, Svein, Sweyn en Swen en zijn matroniem als Estridson, Estridsson en Estridsøn.

## Familie
Sven was de zoon van Ulf Thorgilsson (ca. 990 - 1026) en Estrid (ca. 995 - 9 mei na 1057). Ulf was de zoon van Thorgils Sprakling, zoon van Björn. Ulf was een van de aanvoerders van het Deense leger tijdens de verovering in 1015 van Engeland door Knoet de Grote. Ulf werd benoemd tot jarl in Engeland en in 1024 werd hij benoemd tot regent van Denemarken en voogd over Knoets zoon Hardeknoet (die in Denemarken was). Toen Anund Jacob van Zweden en Olaf II van Noorwegen Denemarken aanvielen, riep Ulf Hardeknoet uit tot koning. Dit gaf Ulf als voogd van Hardeknoet natuurlijk een sterke machtspositie. In 1026 kwam Knoet zelf naar Denemarken, en Ulf en Knoet versloegen de Noors-Zweedse coalitie. Godwin van Wessex vocht mee in deze campagne en trouwde met de zuster van Ulf. Knoet had Ulf zijn machtsgreep echter niet vergeven en hij liet Ulf in 1026 vermoorden in Roskilde (stad), Ulf werd daar ook begraven. Estrid was dochter van Sven Gaffelbaard. Zij was verloofd met Robert de Duivel maar het lijkt erop dat dat huwelijk niet heeft plaatsgevonden. Na de moord op Ulf hield ze een goede relatie met Knoet die haar grote landerijen schonk. Ze was een belangrijke kracht achter de poging van Sven om koning te worden. Sven wordt naar zijn moeder Estridsen genoemd, en deze naam wordt ook gebruikt voor het Deense koninklijke geslacht tot 1412.

## Jeugd
Sven werd geboren in Engeland. In zijn jonge jaren vocht hij voor Anund Jacob van Zweden. In 1040 plunderde hij de Duitse Noordzeekust, maar werd gevangengenomen. Hij werd snel weer vrijgelaten door de aartsbisschop van Bremen. Hardeknoet benoemde hem tot jarl en gaf hem de leiding over een expeditie tegen Noorwegen. Magnus I van Noorwegen kon Sven echter verslaan. Hardeknoet overleed in 1042 en Magnus van Noorwegen werd ook koning van Denemarken. Magnus benoemde Sven tot jarl van Jutland. Sven verwierf roem in het leger van Magnus. Hij gebruikte zijn reputatie om zich in 1043 zelf tot koning van Denemarken te laten uitroepen. Sven moest al snel voor Magnus naar Zweden vluchten maar hij kon na een tijdje een vaste positie verwerven in Skåne (toen Deens). In 1045 kwam Harald III van Noorwegen met grote rijkdommen terug uit Constantinopel waar hij voor de keizers had gevochten. Harald maakte aanspraken op de troon van Magnus. Harald en Sven sloten een verbond en Magnus werd gedwongen om de troon met Harald te delen.

## Strijd met Harald van Noorwegen
In 1047 stierf Magnus na een val van zijn paard, en verklaarde op zijn sterfbed dat zijn koninkrijk gedeeld moest worden: Harald zou de Noorse en Sven de Deense troon krijgen. Harald eiste echter ook de Deense troon op en trok ten strijde tegen Sven. Harald plunderde in 1050 Hedeby en Aarhus maar Sven kon zijn vloot verrassen. Harald liet de buit overboord gooien, in de verwachting dat de Denen de achtervolging zouden opgeven om de buit te bergen. Maar Sven zette de achtervolging door en stopte pas toen Harald de gevangenen overboord liet gooien, om ze aan boord te nemen. Hierna volgden vrijwel jaarlijks plundertochten over en weer, die vooral in Denemarken grote schade veroorzaakten. Sven en Harald spraken af om een beslissende zeeslag uit te vechten. De afgesproken tijd en plaats waren 8 augustus 1062 voor de kust van Halland. Sven kwam echter niet opdagen en Harald stuurde zijn schepen met boerensoldaten terug naar huis, zodat hij alleen de schepen met beroepssoldaten over had. Toen de Noorse reservemacht over de horizon was verdwenen viel Sven de vloot van Harald aan. De strijd ging lang gelijk op maar uiteindelijk kregen de Noren de overhand en moesten de Denen vluchten. Sven moest in een roeiboot naar de kust vluchten. Hoewel Harald had gewonnen was de Deense macht niet gebroken. In 1064 sloten Sven en Harald vrede, waarbij Sven als koning van Denemarken werd erkend.

## Koning van Denemarken
Tijdens zijn strijd met Harald zorgde Sven ervoor dat hij goede relaties had met zijn zuidelijke buren. Hij had goede relaties met keizer Hendrik III en steunde hem in 1049 tegen Boudewijn V van Vlaanderen. Ook bemoeide hij zich met de interne strijd van de Noord-Duitse Slaven.
In 1069 sloot Sven een verbond met Edgar Ætheling, de laatste erfgenaam van het Angelsaksische koningshuis, en trok op tegen Willem de Veroveraar, die Engeland enkele jaren daarvoor had veroverd. York werd ingenomen, maar Sven accepteerde een afkoopsom van Willem de Veroveraar en trok zich terug. Edgar ging in ballingschap in Schotland. Een tweede aanval op Engeland (ca. 1074) was zonder succes.
Sven besteedde veel aandacht aan zijn relatie met de kerk. Toen hij een paar mannen die hem op oudejaarsavond hadden beledigd, in een kerk had laten vermoorden, werd hij door bisschop Vilhelm van Roskilde geëxcommuniceerd. Direct deed Sven openbaar boete en werd hij door Vilhelm weer de kerk toegelaten. Sven correspondeerde met geestelijken in Rome, in het bijzonder met paus Gregorius VII. Hij wilde zijn zoon Magnus (soms ook Knoet genoemd) in Rome laten kronen maar die overleed onderweg naar Italië. Zijn poging om zijn grootvader Harald I van Denemarken heilig te laten verklaren mislukte. Net als andere Deense koningen probeerde Sven om te voorkomen dat zijn land door het aartsbisdom Bremen zou worden gedomineerd. Daarom haalde hij zijn geestelijken niet uit Duitsland maar zoveel mogelijk uit de etnische Denen in Engeland. Na de dood van aartsbisschop Adelbert van Bremen (1072) kon hij rechtstreeks zaken doen met de paus. Zo kon hij naar eigen inzicht Denemarken in bisdommen organiseren, en hij gaf ieder bisdom grote landerijen. Sven bevorderde de bouw van kerken (alleen al in Skåne zouden er tijdens zijn regering al 300 kerken zijn geweest), en het onderwijs van Latijn. De geschiedschrijver Adam van Bremen heeft een tijd aan het hof van Sven doorgebracht, Sven zou hem zelf hebben verteld over de geschiedenis van zijn familie.
Een belangrijk gevolg van het bewind van Sven was dat de samenleving onder zijn bestuur begon te veranderen. Vanouds kende de samenleving wel koningen en edelen, maar waren alle vrije mannen in principe gelijk. Tijdens Sven begon duidelijk de overgang naar de middeleeuwse standenmaatschappij.
Sven is begraven in de domkerk van Roskilde.

## Huwelijken en kinderen
Sven heeft minstens 3 vrouwen gehad:
- ca. 1052 getrouwd met Gunhild Svendsdatter, weduwe van Anund Jacob van Zweden, gescheiden in 1054;
- Gyda, volgens Adam van Bremen vergiftigd door Thora;
- Thora, eerder bijvrouw van Harald III van Noorwegen.

Bij zijn vrouwen had Sven de volgende kinderen:
- Sven de Kruisvaarder (ca. 1053 - 1097), gesneuveld tijdens de Eerste Kruistocht bij Akşehir. Zoon van Gunhild;
- Magnus, overleden op weg naar Italië, zoon van Thora;

Bij bijvrouwen had Sven ten minste de volgende kinderen:
- Gorm (ovl. voor 1069);
- Harald III van Denemarken, koning van Denemarken;
- Sigrid (ca. 1042 - na 1066), trouwde met Gottschalk, prins van de Duitse Slaven;
- Knoet IV van Denemarken, koning van Denemarken;
- Oluf I van Denemarken, koning van Denemarken;
- Erik I van Denemarken, koning van Denemarken;
- Sven (ovl. bij Viborg (stad), 1104), was ziek toen zijn broer Erik overleed maar ging toch naar de landdag omdat hij koning wilde worden, hij overleed voor hij aankwam;
- Thorgils, vertrokken naar Rusland;
- Sigurd, gesneuveld tegen de Duitse Slaven;
- Bengt (ovl. Odense, 10 juli 1086), samen met zijn broer Knoet vermoord;
- Bjorn (ovl. Rendsburg, ca. 1100), deelnemer aan de expeditie naar Engeland in 1069;
- Guttorm;
- Eymund;
- Ulv, weigerde in 1104 het koningschap;
- Niels van Denemarken, koning van Denemarken;
- Ragnhild, gehuwd met Svein Askelsson, jarl in Noorwegen;
- Gunhild;
- Carl (ovl. na 1107).

Gorm · Harald I · Sven I · Harald II · Knoet II · Knoet III · Magnus I · Sven II · Harald III · Knoet IV · Olaf I · Erik I · Niels · Erik II · Erik III · Sven III · Knoet V · Waldemar I · Knoet VI · Waldemar II · Erik IV · Abel · Christoffel I · Erik V · Erik VI · Christoffel II · Waldemar III · Christoffel II · Waldemar IV · Olaf II · Margaretha I · Erik VII · Christoffel III · Christiaan I · Johan · Christiaan II · Frederik I · Christiaan III · Frederik II · Christiaan IV · Frederik III · Christiaan V · Frederik IV · Christiaan VI · Frederik V · Christiaan VII · Frederik VI · Christiaan VIII · Frederik VII · Christiaan IX · Frederik VIII · Christiaan X · Frederik IX · Margrethe II · Frederik X
- Gemeinsame Normdatei: 137326955
- International Standard Name Identifier: 0000 0000 5559 9058
- Library of Congress Control Number: no97029350
- Virtual International Authority File: 78382197
- WorldCat: E39PBJrck4DvW4qYghwmW4BHG3